# Герб Гернси
Герб Гернси (англ. Coat of arms of Guernsey) — один из государственных символов британского коронного владения Гернси.
Герб Гернси представляет собой красный щит, на котором изображены три британских льва. Наверху герба по центру изображён золотой росток. Одновременно напоминает гербы Нормандии, Англии и Джерси.